# SP Group
SP Group A/S er en dansk plastvirksomhed, der producerer formstøbte emner i plast og komposit samt udfører overfladebelægning på plast- og metalemner. Virksomheden blev etableret i Aalborg, som en maling- og lakproducent, i 1962 under navnet A/S Hygæa. I år 2000 skiftede selskabet navn til SP Group. I 2002 flyttede SP Group deres hovedkvarter til Søndersø på Fyn. SP Group har talrige datterselskaber, hvilket inkluderer: Accoat, Tinby, Ergomat, TPI, Polytechniek, MM Composite, Gibo Plast, Plexx AS, Opido AB, Dan-Hill-Plast A/S, Nycopac, SP Moulding, Ulstrup Plast, Coreplast, SP Medical, Kodan Plast og MedicoPack. Virksomheden har 2.351 ansatte. Deres årsomsætning var i 2023 på 2,6 mia. kroner. SP Group er børsnoteret på OMX Copenhagen og har flere aktionærer med betydelige aktieposter, nogle af disse Arbejdsmarkedets Tillægspension og Schur International Holding.